# Benedikt VII.
Benedikt VII., papa od listopada 974. do 10. srpnja 983. godine.